# Mary Eleanor Wilkins Freeman
Mary Eleanor Wilkins Freeman (Randolph, 31 de octubre de 1852 - Metuchen, 13 de marzo de 1930) fue una escritora estadounidense.

## Biografía
Nacida en Randolph, Massachusetts, se formó en el Mount Holyoke College (entonces, Mount Holyoke Female Seminary) en South Hadley, Massachusetts, durante un año, en 1870–71. Los padres de Freeman eran ortodoxos congregacionalistas, lo que hizo que tuviera una infancia muy estricta. Las restricciones religiosas tienen un papel trascendental en algunas de sus obras. Más tarde acabó su educación en West Brattleboro Seminary. Pasó la mayor parte de su vida en Massachusetts y Vermont y durante muchos años fue la secretaria privada de Oliver Wendell Holmes, padre.
Freeman comenzó a escribir historias y poesía para niños siendo una adolescente, para apoyar a su familia y rápidamente logró el éxito. Su obra más conocida fue escrita en los años 1880 y años 1890 mientras vivía en Randolph. Produjo más de dos docenas de volúmenes de cuento y novelas. Es conocida sobre todo por dos colecciones de cuentos, A Humble Romance and Other Stories (1887) y A New England Nun and Other Stories (1891). Sus historias tratan sobre todo de la vida de Nueva Inglaterra y se encuentran entre las mejores de su clase. También se recuerda a Freeman por su novela Pembroke (1894), y contribuyó con un capítulo destacado a la novela en colaboración The Whole Family (1908). 
En 1902 se casó con el Dr. Charles M. Freeman de Metuchen, Nueva Jersey. Murió en Metuchen y fue enterrada en el Hillside Cemetery de Scotch Plains, Nueva Jersey.

## Reconocimientos
En abril de 1926, Freeman se convirtió en la primera persona en recibir la medalla William Dean Howells por Distinción en la Ficción de la Academia Estadounidense de las Artes y las Letras.

## Obras
- The Adventures of Ann (1886)
- A Humble Romance (Un idilio modesto y otros relatos, 1887)
- A New England Nun (Una monja de Nueva Inglaterra y otros relatos, 1891)
- Young Lucretia (1892)
- Jane Field (1892)
- Giles Corey (1893)
- Pembroke (1894)
- Madelon (1896)
- Jerome, a Poor Man (1897)
- Silence, and other Stories (1898)
- The Love of Parson Lord (1900)
- The Portion of Labor (1901)
- Luella Miller (1902)
- Six Trees (1903)
- The Wind in the Rose Bush (1903)
- The Givers (1904)
- The Debtor (1905)
- Doc Gordon (1906)
- The Fair Lavinia, and Others (1907)
- The Winning Lady, and Others (1909). Un relato de esta obra, «La vieja Magoun», se incluye en la pág. 335 de la antología Fin de siècle: relatos de mujeres en lengua inglesa, edición de María Luisa Venegas, Juan Ignacio Guijarro y María Isabel Porcel, Cátedra, Letras Universales, 2009, precedido por una breve biografía. ISBN 978-84-376-2516-4

- Butterfly House (1912)
- The Copy–Cat, and Other Stories (1914)
- Collected Ghost Stories (1974)